# لامار هنت
لامار هنت (بالإنجليزية: Lamar Hunt)‏ (و. 1932 – 2006 م) هو رائد أعمال، ولاعب كرة قدم أمريكية أمريكي، ولد في إل دورادو، توفي في دالاس، تكساس، عن عمر يناهز 74 عاماً، بسبب سرطان البروستاتا.

## التعليم
تعلم في جامعة ساوثرن ميثوديست.

## جوائز
حصل على جوائز منها:
- قاعة مشاهير محترفي كرة القدم
- قاعة مشاهير كرة المضرب الدولية.

## روابط خارجية
- لامار هنت على موقع قاعة مشاهير كرة المضرب الدولية (الإنجليزية)